# Merkur Spielbanken NRW
Das Unternehmen Merkur Spielbanken NRW (Eigenschreibweise: MERKUR SPIELBANKEN NRW, vollständig MERKUR SPIELBANKEN NRW GmbH) ist ein Spielbankenbetreiber in Deutschland mit Sitz in Duisburg. Eigentümer des Unternehmens ist seit 2021 die Gauselmann-Gruppe. Zuvor befand sich die Merkur Spielbanken NRW unter der Firmierung Westspiel im Besitz des Landes Nordrhein-Westfalen, indirekt gehalten über die NRW.Bank. Der Marktanteil des Unternehmens am Spielbankenmarkt in Deutschland betrug zuletzt rund 20 Prozent. Das Unternehmen brachte von 2002 bis 2012 ein eigenes Magazin, Casino live verlegt von Hoffmann und Campe, heraus. Am 8. Mai 2018 beschloss die Landesregierung von Nordrhein-Westfalen die Privatisierung von Westspiel. Im Dezember 2020 erhielt das Unternehmen für seine Konzession eine Verlängerung von 15 Jahren. 2021 fiel dann die Entscheidung, dass die Anteile des Landes an die Gauselmann-Gruppe verkauft werden sollen was zum 1. September 2021 erfolgte, seitdem firmiert die Westspiel als „Merkur Spielbanken NRW“. Das Unternehmen ist Namensgeber an der Merkur Spiel-Arena in Düsseldorf und sollte auch in Aachen zum Namensgeber des Tivoli werden, der Vertrag wurde jedoch nicht unterzeichnet.

## Standorte
Das Unternehmen betreibt in Deutschland folgende Spielbanken:
- Spielbank Aachen (seit Juli 1976)
- Spielbank Bad Oeynhausen (seit 1980)[11]
- Spielbank Bremen (bis September 2021)
- Automatenspiel Bremerhaven (bis September 2021)
- Spielbank Erfurt (2005–2014)
- Spielbank Hohensyburg, Dortmund (seit Juni 1985 und auf Platz 2 unter den deutschen Spielbanken)[12]
- Spielbank Duisburg (seit Februar 2007 und auf Platz 1 unter den deutschen Spielbanken)[13]
- Spielbank Monheim (seit März 2023)[14]

Im Jahr 2019 zählten die Spielbanken rund 1,02 Millionen Besucher.
Im Zuge der Konzessionsverlängerung entstand für das Unternehmen die Möglichkeit, zwei weitere Casino-Standorte in NRW zu eröffnen.

## Geschichte
Das Unternehmen gehörte bis 2002 zur WestLB. Seit der Aufspaltung der WestLB im Jahr 2002 in eine Geschäftsbank und in die NRW.Bank als Förderbank gehörte es zur NRW-Bank.
Mit sechs Spielbanken, rund 1020 Mitarbeitern und knapp einer Million Besuchen jährlich war Westspiel im Jahr 2019 das führende Branchenunternehmen in Deutschland. Zum Unternehmen zählen damals die vier NRW-Spielbanken in Aachen, Bad Oeynhausen, Dortmund-Hohensyburg und Duisburg sowie die Spielbanken in Bremen und Bremerhaven.
Von Anfang der 1990er Jahre bis zum Jahr 2001 betrieb Westspiel die Spielbank Kassel. Neuer Betreiber wurde die SIM Spielbanken Investitions-Beteiligungs und Management GmbH & Co KG, eine Tochter der Deutschen Sporthilfe und Novomatic AG.
2002 wurde die Tochterfirma WestSpiel-Entertainment GmbH (WSE) ins Leben gerufen. Seit der Übernahme durch die Gauselmann-Gruppe firmiert sie unter Merkur-Entertainment GmbH. Das Unternehmen betreibt die Gastronomie in den Spielbanken mit Restaurants, Bars und Catering. Dazu organisieren sie an den Standorten zahlreiche Veranstaltungen und Konzerte.
Im Dezember 2019 eröffnete die EU-Kommission gegen Deutschland ein förmliches Beihilfeprüfverfahren wegen mutmaßlicher finanzieller Beihilfen für Westspiel, nachdem eine Untersuchung festgestellt hatte, dass Spielbanken in einem unmittelbaren Konkurrenzverhältnis zu Spielhallen stehen.

## Entwicklung

### Bruttospielertrag
| Bruttospielertrag (BSE) in T€ | 2019    | 2018    | 2017   | 2016   | 2015   |
| ----------------------------- | ------- | ------- | ------ | ------ | ------ |
| Aachen                        | 12.600  | 9.700   | 8.207  | 7.513  | 7.009  |
| Bad Oeynhausen                | 15.100  | 11.500  | 9.208  | 8.197  | 8.210  |
| Hohensyburg                   | 34.900  | 26.800  | 23.559 | 23.808 | 24.755 |
| WestSpiel KG                  | 62.600  | 47.900  | 40.974 | 39.518 | 39.973 |
| Duisburg                      | 54.600  | 44.400  | 40.340 | 40.904 | 39.640 |
| WestSpiel NRW                 | 117.200 | 92.300  | 81.314 | 80.422 | 79.613 |
| Bremen/Bremerhaven            | 19.600  | 15.400  | 13.145 | 11.622 | 10.375 |
| Summe                         | 136.800 | 107.700 | 94.459 | 92.044 | 89.988 |

Insgesamt wurden die Bruttospielerträge (BSE) im Geschäftsjahr 2019 gesteigert. Es wurden an allen sechs Standorten Bruttospielerträge in Höhe von 138,8 Millionen Euro (+27,01 %; 2018: 107,7 Mio. Euro) erwirtschaftet.

### Spielbankabgabe
| Spielbankabgabe in T€ | 2019   | 2018   | 2017   | 2016   | 2015   |
| --------------------- | ------ | ------ | ------ | ------ | ------ |
| Aachen                | 5.700  | 4.400  | 3.693  | 3.381  | 3.154  |
| Bad Oeynhausen        | 6.800  | 5.200  | 4.144  | 3.688  | 3.694  |
| Hohensyburg           | 17.700 | 13.200 | 11.457 | 11.595 | 12.115 |
| WestSpiel KG          | 30.200 | 22.800 | 19.294 | 18.664 | 18.964 |
| Duisburg              | 28.500 | 22.900 | 20.687 | 20.997 | 20.302 |
| WestSpiel NRW         | 58.700 | 45.600 | 39.981 | 39.661 | 39.266 |
| Bremen/Bremerhaven    | 7.100  | 4.700  | 3.814  | 3.254  | 2.594  |
| Summe                 | 65.800 | 50.400 | 43.795 | 42.915 | 41.859 |

Westspiel hat im Geschäftsjahr 2019 über die Spielbankabgabe 65,8 Mio. Euro (+30,5 %; 2018: 50,4 Mio. Euro) an die öffentliche Hand abgeführt.

### Besuche
| Besuche in T       | 2019  | 2018 | 2017 | 2016 | 2015 |
| ------------------ | ----- | ---- | ---- | ---- | ---- |
| Aachen             | 103   | 89   | 87   | 83   | 81   |
| Bad Oeynhausen     | 115   | 95   | 94   | 81   | 81   |
| Hohensyburg        | 258   | 238  | 259  | 278  | 299  |
| WestSpiel KG       | 476   | 422  | 439  | 441  | 461  |
| Duisburg           | 393   | 366  | 377  | 381  | 381  |
| WestSpiel NRW      | 869   | 788  | 816  | 822  | 842  |
| Bremen/Bremerhaven | 159   | 128  | 120  | 110  | 106  |
| Summe              | 1.028 | 916  | 936  | 932  | 948  |

An den sechs Standorten in Aachen, Bad Oeynhausen, Bremen, Bremerhaven, Dortmund-Hohensyburg und Duisburg wurden 2019 rund 1.028.000 Besuche gezählt. Damit liegt die Anzahl der Besuche leicht über dem Niveau des Vorjahres (+12,2; 2018: 916.000).

### Mitarbeiterzahl
|       | 2019  | 2018 | 2017  | 2016  | 2015  |
| ----- | ----- | ---- | ----- | ----- | ----- |
| Summe | 1.020 | 989  | 1.026 | 1.066 | 1.057 |

### Umsatz
Mit einem Umsatz von 351 Millionen DM, in den sechs Spielbanken (Aachen, Bad Oeynhausen, Hohensyburg, Bremen, Kassel und Berlin), wurde das Jahr 1998 abgeschlossen.
Das Jahr 2000 war mit einem Umsatz von 422 Mio. DM das erfolgreichste Jahr. 338 Mio. DM gingen in diesem Jahr an Spielbankabgabe an die Kommunen.
2007 wurden 176 Millionen Euro Umsatz erzielt.
2008 brachten die Spieler der Westspiel 130 Millionen Euro Umsatz.
Im Jahr 2009 betrug der Umsatz 125 Millionen Euro. Damit konnte sie ihren Marktanteil von zwanzig Prozent in Deutschland halten.
2010 wurden von 1,16 Millionen Besuchern 109,225 Millionen Euro umgesetzt. Hiervon wurden 60,583 Millionen Euro an Spielbankabgabe abgeführt. Die umsatzstärksten Häuser Dortmund und Duisburg standen für knapp 75 Prozent der Umsätze.
2014 konnte Westspiel nur durch den umstrittenen Verkauf von zwei Warhol-Bildern für insgesamt 111,4 Millionen Euro einen Überschuss erzielen. 866.000 Menschen besuchten die NRW-Spielbanken, halb so viel wie zehn Jahre zuvor. Nachdem im Jahr 2016 bereits einen Verlust in Höhe von 2,9 Millionen Euro erzielt wurde, meldete Westspiel im Jahr 2018 ein Minus von 1,2 Millionen Euro. Im Mai 2018 plante die Landesregierung NRW die Spielbanken zu privatisieren und ist auf der Suche nach einem potenziellen Käufer.

## Kritik
1998 wurden Manipulationen beim Zählen des Geldes in der Spielbank Bad Oeynhausen aufgedeckt. Neben Mitarbeitern der Spielbank sollen auch Finanzbeamte involviert gewesen sein. In dem Zusammenhang forderte die Westspiel von den Beschuldigten 1,9 Millionen DM als Schadensersatz. Weiterhin sollen Privatdetektive in der Schweiz Nachforschungen bei Banken betrieben haben, um Schwarzkonten der Beschuldigten zu entdecken.
Anfang der 2000er Jahre wurde Westspiel von spielsüchtigen Besuchern auf Schadensersatz verklagt, weil das Unternehmen seiner Zugangskontrollpflichten nicht nachgekommen sei. Die Besucher hatten zu ihrem eigenen Schutz eine Selbstsperre für Spielbanken beantragt. Als Ergebnis dieser Klagen urteilte der Bundesgerichtshof, dass die Spielbanken regresspflichtig sind, wenn sie die Zugänge zum Spielbereich nicht kontrollieren.
Im Juni 2008 kam es zu einem Streik der Croupiers an der Spielbank Duisburg. Grund waren die seit 1996 nicht erhöhten Gehälter für die Beschäftigten. Zudem klagen die Beschäftigen über eine intransparente Verteilung des Tronc.
Viele Jahre war dies kein Problem, da die Besucher ausreichend Geld in den Tronc gaben. Doch seit dem Niedergang im Glücksspielbereich sinken die Tronceinnahmen. Hierdurch fielen die Einkommen der Beschäftigten in den Bereich des Tarifvertrages.
Im Zusammenhang mit der Umstrukturierung von Westspiel im Jahr 2010 sollen Betriebsräte von Westspiel „gekauft“ worden sein.
Westspiel ließ 2014 zwei Gemälde von Andy Warhol im Auktionshaus Christie’s in New York versteigern, die zuvor zur Ausstattung der Spielbank Aachen gehörten. Die Bilder Triple Elvis und Four Marlons wechselten für zusammen 151,5 Millionen US-Dollar den Besitzer; davon entfielen 16,1 Millionen auf Prämienzahlungen an das Auktionshaus. Mit dem Erlös will Westspiel defizitäre Spielbanken sanieren. Kulturstaatsministerin Monika Grütters kritisierte den Verkauf von Kulturgut, „um damit Löcher im Haushalt zu stopfen“.